# مع حلقات من الصلب
مع الأطواق الفولاذية هو فيلم أمريكي صامت غربي عام 1918 من إخراج إليوت هاو وبطولة هنري بي والثال وويليام دي فول وماري تشارلزون . 

## الطاقم
- هنري بي والثال في دور إيمرسون ميد
- ويليام دي فول في دور جيم هارلين
- ماري تشارلسون في دور مارغريت ديلانس
- جوزيف جيه داولينج في دور العقيد ويتاكر
- هوارد كرامبتون في دور بيير ديلارو
- روي ليدلو في دور ألبرت ويليسلي
- جاك يقف في دور بول ديلارو
- كليفورد ألكسندر في دور ويل ويتاكر
- آنا ماي والثال في دور أماندا جارسيا

## فهرس
- جمور، ليونارد، ريكس إنجرام: هوليوود المتمردة على الشاشة الفضية . 2013.

## روابط خارجية
- مع حلقات من الصلب  في قاعدة بيانات الأفلام على الإنترنت (بالإنجليزية)